# Geffosses
Geffosses ist eine Gemeinde mit 498 Einwohnern (Stand: 1. Januar 2022) im französischen Département Manche in der Region Normandie. Sie gehört zum Kanton Agon-Coutainville und zum Arrondissement Coutances.

## Geografie
Im Nordwesten hat Geffosses einen etwa einen Kilometer langen Strandabschnitt am Ärmelkanal. Nachbargemeinden sind Pirou im Norden, Muneville-le-Bingard im Osten sowie Gouville-sur-Mer im Süden.

## Bevölkerungsentwicklung
| Jahr      | 1962 | 1968 | 1975 | 1982 | 1990 | 1999 | 2008 | 2018 |
| --------- | ---- | ---- | ---- | ---- | ---- | ---- | ---- | ---- |
| Einwohner | 561  | 485  | 421  | 392  | 412  | 399  | 434  | 455  |

## Sehenswürdigkeiten

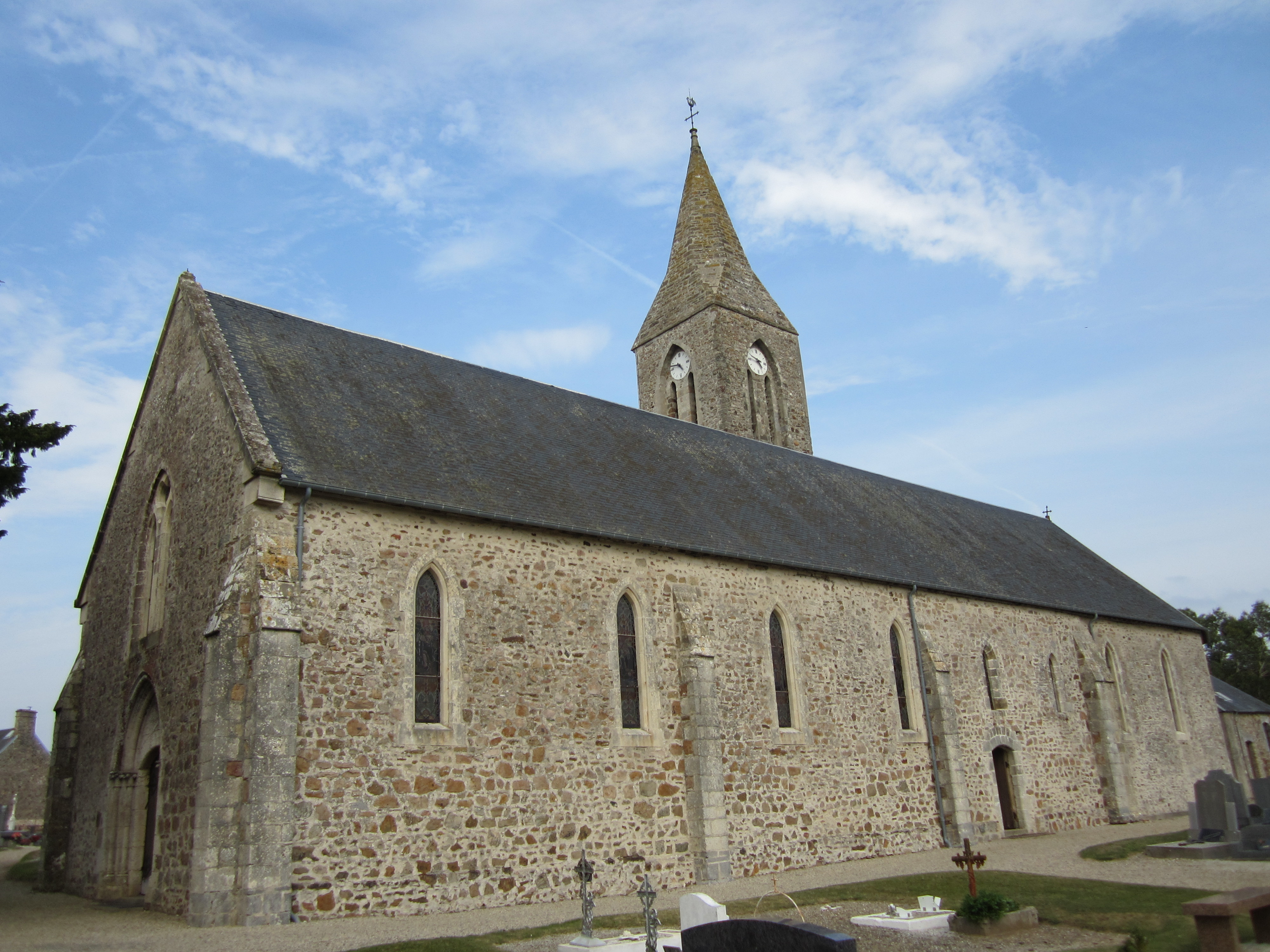
Kirche Saint-Samson

- Kirche Saint-Samson